# Peniel Mlapa
Peniel Mlapa (Lomé, 20 febbraio 1991) è un calciatore togolese con cittadinanza tedesca, attaccante del Port.

## Carriera

### Club
Mlapa viene acquistato nel 2009 dal Monaco 1860, con il quale diventa il capocannoniere del campionato primavera con 11 goal nella stagione 2007-2008. Dopo un'ottima stagione nella squadra di Monaco con 6 goal in 23 presenze, il 25 maggio 2010 passa in Bundesliga all'Hoffenheim. Nella stagione 2011-12 ha realizzato una rete (il 4 febbraio nel 2-2 interno con l'Augsburg) in Bundesliga. Dopo alcune discrete esperienze in Germania con Borussia Mönchengladbach, Norimberga, Bochum e Dinamo Dresda, sorprende nella stagione 2018/2019 al VVV-Venlo segnando 15 gol in 30 partite. Riscattato dal club olandese per circa 500.000 euro, nel giugno 2019 viene ceduto all’Ittihad Kalba, società calcistica militante nella massima serie emiratina.

### Nazionale
Il 7 ottobre 2009 debutta con la nazionale Under-19 tedesca. Il 14 novembre dello stesso anno, Mlapa viene chiamato dalla nazionale togolese per una partita di qualificazione ai Mondiali contro il Gabon, ma il calciatore rifiuta la chiamata. Nonostante l’iniziale rifiuto nel marzo 2016 venne nuovamente chiamato  dalla Nazionale A togolese. Debuttò però con il Togo solo il 1º giugno 2017 contro la Nigeria.

## Statistiche

### Presenze e reti nei club
Statistiche aggiornate al 7 aprile 2024.
| Stagione                           | Squadra                            | Campionato                         | Campionato | Campionato | Coppe nazionali | Coppe nazionali | Coppe nazionali | Coppe continentali | Coppe continentali | Coppe continentali | Altre coppe | Altre coppe | Altre coppe | Totale | Totale |
| Stagione                           | Squadra                            | Comp                               | Pres       | Reti       | Comp            | Pres            | Reti            | Comp               | Pres               | Reti               | Comp        | Pres        | Reti        | Pres   | Reti   |
| ---------------------------------- | ---------------------------------- | ---------------------------------- | ---------- | ---------- | --------------- | --------------- | --------------- | ------------------ | ------------------ | ------------------ | ----------- | ----------- | ----------- | ------ | ------ |
| 2008-2009                          | Monaco 1860 II                     | RL                                 | 3          | 0          | -               | -               | -               | -                  | -                  | -                  | -           | -           | -           | 3      | 0      |
| 2009-2010                          | Monaco 1860 II                     | RL                                 | 10         | 5          | -               | -               | -               | -                  | -                  | -                  | -           | -           | -           | 10     | 5      |
| Totale Monaco 1860 II              | Totale Monaco 1860 II              | Totale Monaco 1860 II              | 13         | 5          |                 | -               | -               |                    | -                  | -                  |             | -           | -           | 13     | 5      |
| 2008-2009                          | Monaco 1860                        | 2L                                 | 2          | 0          | CG              | 0               | 0               | -                  | -                  | -                  | -           | -           | -           | 26     | 2      |
| 2009-2010                          | Monaco 1860                        | 2L                                 | 21         | 6          | CG              | 2               | 0               | -                  | -                  | -                  | -           | -           | -           | 23     | 6      |
| Totale Monaco 1860                 | Totale Monaco 1860                 | Totale Monaco 1860                 | 23         | 6          |                 | 2               | 0               |                    | -                  | -                  |             | -           | -           | 25     | 6      |
| 2010-2011                          | Hoffenheim                         | BL                                 | 30         | 4          | CG              | 4               | 1               | -                  | -                  | -                  | -           | -           | -           | 34     | 5      |
| 2011-2012                          | Hoffenheim                         | BL                                 | 24         | 1          | CG              | 4               | 0               | -                  | -                  | -                  | -           | -           | -           | 28     | 1      |
| Totale Hoffenheim                  | Totale Hoffenheim                  | Totale Hoffenheim                  | 54         | 5          |                 | 8               | 1               |                    | -                  | -                  |             | -           | -           | 62     | 6      |
| 2011-2012                          | Hoffenheim II                      | RL                                 | 3          | 0          | -               | -               | -               | -                  | -                  | -                  | -           | -           | -           | 3      | 0      |
| 2012-2013                          | Borussia M'gladbach II             | RL                                 | 4          | 0          | -               | -               | -               | -                  | -                  | -                  | -           | -           | -           | 4      | 0      |
| 2013-2014                          | Borussia M'gladbach II             | RL                                 | 2          | 1          | -               | -               | -               | -                  | -                  | -                  | -           | -           | -           | 2      | 1      |
| Totale Borussia Monchengladbach II | Totale Borussia Monchengladbach II | Totale Borussia Monchengladbach II | 6          | 1          |                 | -               | -               |                    | -                  | -                  |             | -           | -           | 6      | 1      |
| 2012-2013                          | Borussia M'gladbach                | BL                                 | 20         | 2          | CG              | 1               | 0               | UCL+UEL            | 0+5                | 0+1                | -           | -           | -           | 26     | 3      |
| 2013-2014                          | Borussia M'gladbach                | BL                                 | 5          | 1          | CG              | 0               | 0               | -                  | -                  | -                  | -           | -           | -           | 5      | 1      |
| Totale Borussia Monchengladbach    | Totale Borussia Monchengladbach    | Totale Borussia Monchengladbach    | 25         | 3          |                 | 1               | 0               |                    | 5                  | 1                  |             | -           | -           | 31     | 4      |
| 2014-2015                          | Norimberga                         | 2L                                 | 24         | 3          | CG              | 1               | 0               | -                  | -                  | -                  | -           | -           | -           | 25     | 3      |
| 2015-2016                          | Bochum                             | 2L                                 | 28         | 5          | CG              | 3               | 0               | -                  | -                  | -                  | -           | -           | -           | 31     | 5      |
| 2016-2017                          | Bochum                             | 2L                                 | 32         | 8          | CG              | 1               | 0               | -                  | -                  | -                  | -           | -           | -           | 33     | 8      |
| lug.-ago. 2017                     | Bochum                             | 2L                                 | 2          | 0          | CG              | 0               | 0               | -                  | -                  | -                  | -           | -           | -           | 2      | 0      |
| Totale Bochum                      | Totale Bochum                      | Totale Bochum                      | 62         | 13         |                 | 4               | 0               |                    | -                  | -                  |             | -           | -           | 66     | 13     |
| ago. 2017-2018                     | Dinamo Dresda                      | 2L                                 | 21         | 4          | CG              | 1               | 0               | -                  | -                  | -                  | -           | -           | -           | 22     | 4      |
| 2018-2019                          | VVV-Venlo                          | ED                                 | 30         | 15         | CO              | 2               | 0               | -                  | -                  | -                  | -           | -           | -           | 32     | 15     |
| 2019-2020                          | Ittihad Kalba                      | PL                                 | 18         | 11         | CE+CdL          | 2+4             | 2+3             | -                  | -                  | -                  | -           | -           | -           | 24     | 16     |
| 2020-2021                          | Ittihad Kalba                      | PL                                 | 22         | 12         | CE+CdL          | 1+5             | 0+5             | -                  | -                  | -                  | -           | -           | -           | 28     | 17     |
| 2021-2022                          | Ittihad Kalba                      | PL                                 | 20         | 8          | CE+CdL          | 2+3             | 0+1             | -                  | -                  | -                  | -           | -           | -           | 25     | 9      |
| lug.-dic. 2022                     | Ittihad Kalba                      | PL                                 | 9          | 0          | CE+CdL          | 1+2             | 1+1             | -                  | -                  | -                  | -           | -           | -           | 12     | 2      |
| Totale Ittihad Kalba               | Totale Ittihad Kalba               | Totale Ittihad Kalba               | 69         | 31         |                 | 20              | 13              |                    | -                  | -                  |             | -           | -           | 89     | 44     |
| gen.-giu. 2023                     | Al-Nasr                            | PL                                 | 12         | 1          | CE+CdL          | 1+2             | 0               | -                  | -                  | -                  | -           | -           | -           | 15     | 1      |
| 2024                               | Daejeon Hana Citizen               | K1                                 | 4          | 1          | CC              | 0               | 0               | -                  | -                  | -                  | -           | -           | -           | 4      | 1      |
| Totale carriera                    | Totale carriera                    | Totale carriera                    | 346        | 88         |                 | 42              | 14              |                    | 5                  | 1                  |             | -           | -           | 393    | 103    |

## Palmarès

### Individuale
- Fritz-Walter-Medaille: 1

2010 (Under-19)
- Capocannoniere della Coppa di Lega degli Emirati Arabi Uniti: 1

2020-2021 (5 gol)